# Curley Hamner
William J. „Curley“ Hamner (* 16. März 1919 in Birmingham, Alabama; † Januar 1982 in New York, New York) war ein US-amerikanischer Rhythm-and-Blues- und Jazzmusiker (Schlagzeug, auch Gesang), Tänzer und Songwriter.

## Leben
Hamner trat in seiner Jugend als Tänzer auf; ab 1945 war er Schlagzeuger bei Lionel Hampton, bei dem er bis 1958 blieb. Unter eigenem Namen spielte er 1947 für das kalifornische Label Sunrise (u. a. mit Earl Hines und Charles Mingus den Titel „No Good Woman Blues“ ein), in den frühen 1950ern tourte er mit Lionel Hampton in Europa (Hamp in Paris, 1953). Hamner galt auch als talentierter Showman, der mit dem Hampton-Orchester auch als Tänzer auftrat. Die Jive-Nummer „Hey! Ba-Ba-Re-Bop“ (1946), die er mit Lionel Hampton geschrieben hatte, wurde häufig gecovert (u. a. von Wynonie Harris, Tex Beneke/Glenn Miller Orchestra und Jacques Hélian) und fand später auch Verwendung als Filmmusik, u. a. in Stadt der Engel (1998). Mit Curtis Lewis schrieb er außerdem den Song „Today I Sing the Blues“, der von Aretha Franklin aufgenommen wurde, und mit Lewis/Hampton die Pop-Nummer „Gone Again“, die Sil Austin 1959 coverte.
1959 tourte Hamner mit dem Saxophonisten Eric Dixon in Europa; als Tänzer trat er um 1960 in Paris in der Show Paris mes amours von Josephine Baker auf. Mit einer Studioformationen (u. a. mit dem Gitarristen Al Casey, außerdem Buster Cooper (Posaune), King Curtis (Tenorsaxophon), Joe „Earl“ Knight (Piano), Steve Cooper (Bass)) nahm er 1959 in New York City eine Reihe von Titeln auf wie die R&B-Nummer „Air Raid“ (mit der B-Seite „Piano Tuner“, Fling Records 720), den von Frankie Tucker gesungenen „Tennessee Waltz“ (mit einer Instrumentalfassung auf der B-Seite) und „Just Carry On“. In Frankreich bei Barclay, in Westdeutschland bei Ariola erschien außerdem die EP Twistin’ and Turnin’ (Barclay), mit Titeln, die stilistisch vom R&B, Rock’n’Roll bis zum Pop und Easy Listening („King & Queen“) reichten. Er arbeitete außerdem mit dem R&B-Sänger Billy Hambric („I Gotta Find That Girl“) und mit Milt Buckner („Bernie’s Tune“). Unter eigenem Namen legte er 1962 ein einziges Album Dance Session Number One vor; darauf u. a. die Tanznummer „Dry Marterie (With a Twist)“, eine Coverversion des Ralph-Marterie-Titels von 1956.
Im Bereich des Jazz listet ihn Tom Lord zwischen 1946 und 1960 bei 34 Aufnahmesessions.